# Army Ballistic Missile Agency
A Army Ballistic Missile Agency (ABMA) foi uma agência criada para desenvolver o primeiro míssil balístico de médio alcance do Exército dos Estados Unidos. Ela foi estabelecida no Redstone Arsenal em 1 de fevereiro de 1956, comandada pelo General John B. Medaris e com a participação de Wernher von Braun. 

## História
Foi formada para desenvolver o primeiro grande míssil balístico do Exército dos EUA. A agência foi estabelecida em Redstone Arsenal em 1 de fevereiro de 1956, e comandada pelo major-general John B. Medaris com Wernher von Braun como diretor técnico.
O míssil Redstone foi o primeiro grande projeto atribuído à ABMA. O Redstone foi um descendente direto do míssil V-2 desenvolvido pela equipe von Braun na Alemanha durante a Segunda Guerra Mundial. Depois que o projeto do Laboratório de Busca Naval de Vanguarda dos EUA foi escolhido pelo Comitê de Capacidades Especiais do DOD, sobre a proposta da ABMA de usar um míssil balístico Redstone modificado como veículo lançador de satélites, a ABMA foi ordenada a parar o trabalho em lançadores para satélites e se concentrar, em vez disso, em mísseis militares.
Von Braun continuou trabalhando no projeto do que o IRBM de Júpiter-C se tornou. Tratava-se de um foguete de três estágios, que, por coincidência, poderia lançar um satélite na configuração Juno. Em setembro de 1956, Júpiter-C foi lançado com um satélite fictício de 30 libras (14 kg). Ou geralmente acreditava que a ABMA poderia ter colocado um satélite em órbita na época, se o governo dos EUA tivesse deixado a ABMA fazê-lo. Um ano depois, os soviéticos lançaram a Sputnik 1. Quando o foguete Vanguard falhou, um Júpiter-C baseado em Redstone lançou o primeiro satélite dos Estados Unidos, o Explorer 1, em 31 de janeiro de 1958.Redstone foi mais tarde usado como um veículo de lançamento no Projeto Mercury. Redstone também foi implantado pelo Exército dos EUA como o PGM-11, o primeiro míssil a transportar uma ogiva nuclear.
Os estudos começaram em 1956 para um substituto para o míssil Redstone. Inicialmente chamado de Redstone-S (sólido), o nome foi mudado para MGM-31 Pershing e um contrato foi concedido à Martin Company, iniciando um programa que durou 34 anos.
No início de 1958, o "Stever Committee" da NACA incluiu a consulta do programa de grandes impulsionadores da ABMA, sob o comando de Wernher von Braun.Von Braun se referiu ao grupo como "Força-Tarefa no Programa Veicular".
Em março de 1958, a ABMA foi colocada sob o novo Comando de Mísseis do Exército (AOMC), juntamente com o Arsenal de Redstone, o Laboratório de Propulsão a Jato, o White Sands Ground Testing e a Agência de Foguetes e Mísseis Guiados do Exército (ARGMA).O general Medaris foi colocado à frente da AOMC e do BG John Un. O Barclay recebeu ordens da ABMA.
Em 1º de julho de 1960, as missões espaciais da AOMC e a maioria de seus funcionários, instalações e equipamentos foram transferidos para a NASA, formando o George C. Marshall Space Flight Center (MSFC). Wernher von Braun foi nomeado diretor da MSFC.
B.G. Richard M. Hurst tomou a ordem da ABMA de maio de 1960 até dezembro de 1961, quando a ABMA e a ARGMA foram abolidas e os remanescentes foram dobrados diretamente para a AOMC. Em 1962, o AOMC foi reestruturado para o Míssil de Nova Ordem do Exército dos EUA (MICOM).

Medaris é creditado por declarar que "se os foguetes tivessem nomes bíblicos, o V-2 se chamaria Adão".